# Ma Wenge
Ma Wenge (Tientsin, 27 marzo 1968) è un tennistavolista cinese, vincitore di due edizioni della Coppa del Mondo individuale (1989,1992).

## Nei Media
È uno dei personaggi del film del 2023 Ping Pong - Il ritorno. Storia incentrata nel periodo dal 1990 al 1995 in cui la nazionale cinese perse e riconquistò la leadership mondiale.